# 20th Avenue (stacja metra na West End Line)
20th Avenue – stacja metra nowojorskiego, na linii D. Znajduje się w dzielnicy Brooklyn, w Nowym Jorku i zlokalizowana jest pomiędzy stacjami 18th Avenue i Bay Parkway. Została otwarta 15 września 1916.